# I Hope You Find It
«I Hope You Find It» —en español: «Espero que lo encuentres»— es una canción interpretada y escrita por la cantante y compositora estadounidense Miley Cyrus e incluida en la banda sonora de la cinta La última canción, de 2010. Es una balada rock pop que presenta influencias de la música country y una presencia de la guitarra eléctrica y piano.
Aunque no se lanzó como sencillo, «I Hope You Find It» se posicionó en el puesto número 5 del conteo estadounidense Billboard Bubbling Under Hot 100. En 2013 la cantante Cher versionó la pista para su álbum Closer to the Truth. Dicho cover fue catalogado como la más grande muestra de admiración hacia la intérprete original, pues anteriormente Cher había hecho críticas públicas hacia la presentación de Cyrus en la gala de los MTV Video Music Awards 2013.

## Antecedentes y composición
| «Mi amigo Adam Shankman, quien dirigió la película de Miley Cyrus, me propuso escribir música para The Last Song. Entonces respondí que seria muy divertido y definitivamente me gustaría escribir una canción para Cyrus.» —Rob Thomas. |

En junio de 2009 el cantante y productor Rob Thomas anunció que trabajaba en nueva música para Cyrus. Antes del lanzamiento de su extended play The Time of Our Lives de 2009, la cantante grabó «I Hope You Find It» y «When I Look at You» para la banda sonora del filme The Last Song. La segunda de estas se convertiría en segundo sencillo del extended play y de la banda sonora, sin embargo «I Hope You Find It» fue descartada como sencillo. «I Hope You Find It» pertenece al género rock pop y maneja estilos estilos como el country y el pop. Según las partituras publicadas por Sony/ATV Music Publishing en el sitio Musicnotes, «I Hope You Find It» se encuentra compuesta con piano en un compás de si mayor, con un tempo timed ballad de 69 pulsaciones por minuto.

## Versiones y otros lanzamientos
«I Hope You Find It» fue lanzada por distintos medios y agregada en varios álbumes recopilatorios. Fue lanzada en el extended play de pistas extraídas de soundtracks Look Inside: Best Songs de 2015. Se incluyó en el álbum instrumental Hot 100 de 2011 creado por la tienda Amazon. También fue lanzada como sencillo promocional por la misma empresa y logró entrar en el Top de las ventas digitiales más altas en el sitio web.

## Posicionamiento en listas

### Semanales
| Estados Unidos | Billboard Bubbling Under Hot 100 | 5 |